# 宮燈長壽花

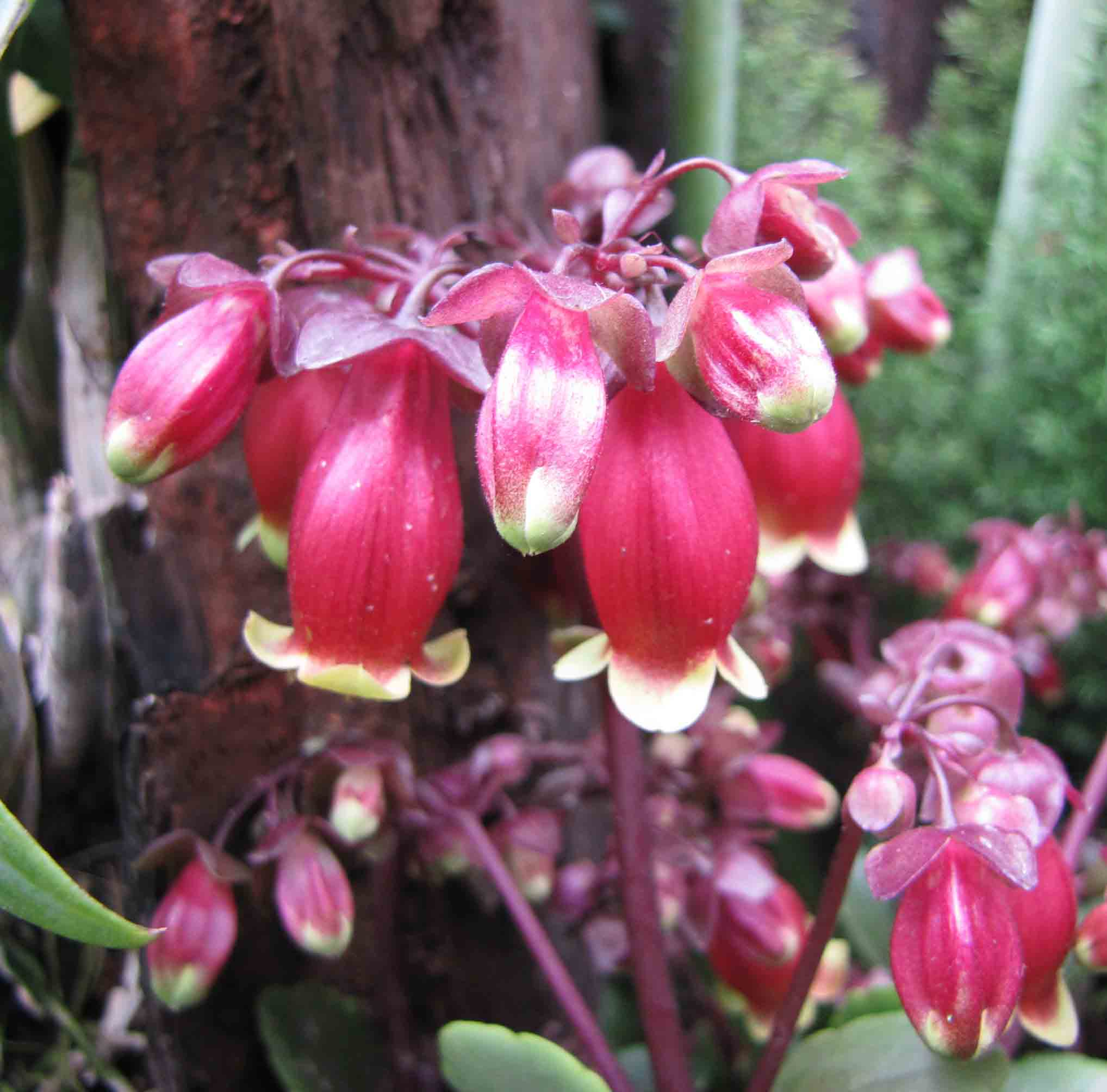
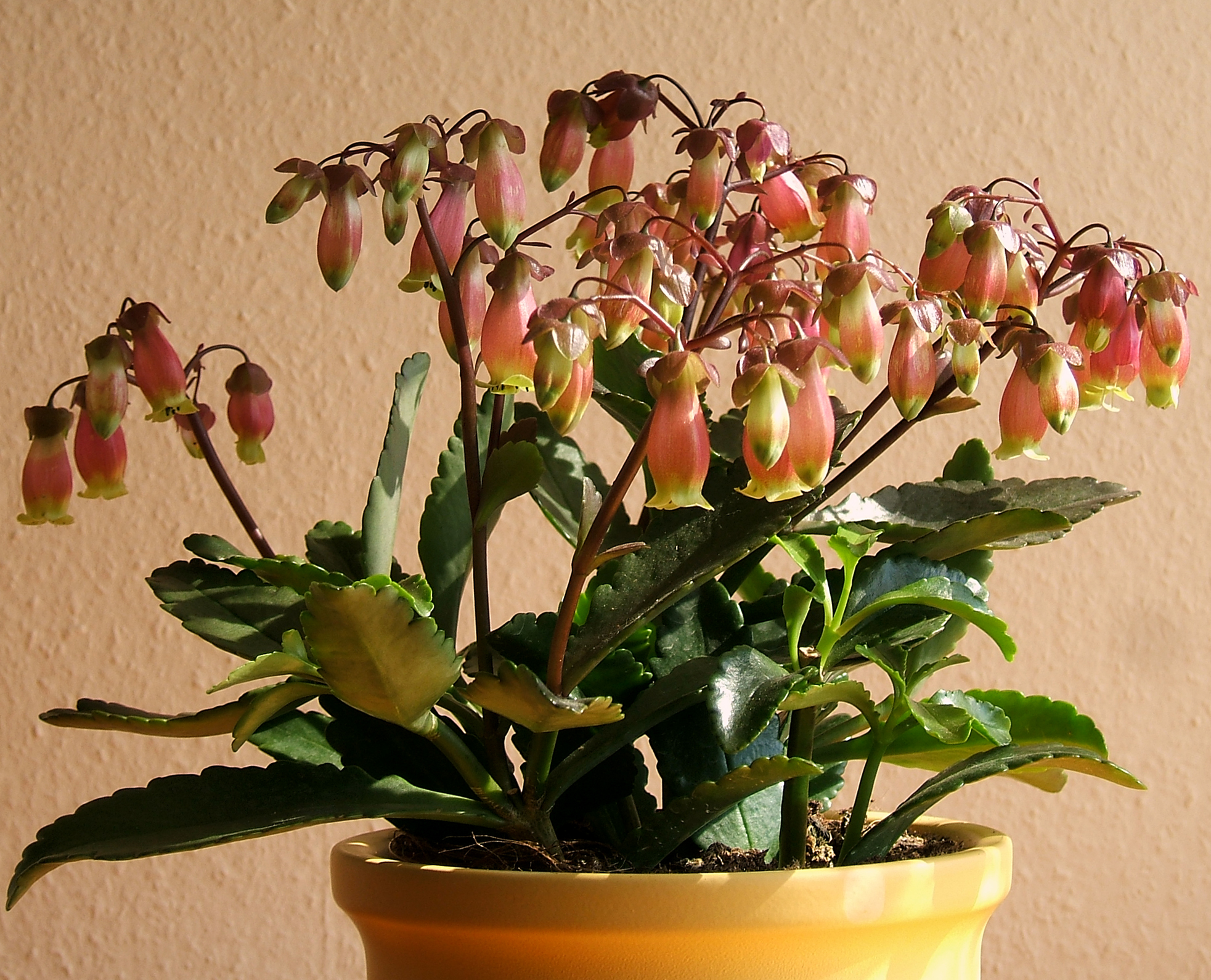

宫灯长寿花，也叫大宫灯长寿、时金宫灯、大提灯、提灯花、紫萼伽蓝菜，是景天科伽蓝菜属的一个种，原产马达加斯加。宫灯长寿花的栽培品种有单瓣品种、重瓣品种等。

## 種植
生長適溫約為18至28度，最低生長溫度為10度，宜放在日照充足但無強烈日光直射的地方，在溫帶地區需在溫室中種植。